# Katten i trakten
Katten i trakten är en låt framförd av rapparen Einár, med vilken han fick sitt genombrott. Låten släpptes den 20 januari 2019.
"Katten i trakten" debuterade med en sjunde plats på Sverigetopplistan. Låten nådde senare första plats, en position den höll i tre veckor.
"Katten i trakten" vann Årets låt på P3 Guld 2020.

## Listplaceringar
| Lista (2019)                | Högsta listplacering |
| --------------------------- | -------------------- |
| Sverige (Sverigetopplistan) | 1                    |